# Gilberto González Parra
Gilberto Carlos González Parra (Caracas, 15 de diciembre de 1970) es un deportista venezolano que compitió en triatlón. Ganó una medalla de oro en los Juegos Panamericanos de 1999 en la prueba masculina individual.

## Palmarés internacional
| Juegos Panamericanos | Juegos Panamericanos | Juegos Panamericanos | Juegos Panamericanos |
| Año                  | Lugar                | Medalla              | Prueba               |
| -------------------- | -------------------- | -------------------- | -------------------- |
| 1999                 | Winnipeg (Canadá)    | Medalla de oro       | Individual           |